# Chrysochloa hindsii
Chrysochloa hindsii är en gräsart som beskrevs av Charles Edward Hubbard. Chrysochloa hindsii ingår i släktet Chrysochloa och familjen gräs. Inga underarter finns listade i Catalogue of Life.